# خوان باوتیستا ساکاسا
خوان باوتیستا ساکاسا (به اسپانیایی: Juan Bautista Sacasa) (زاده ۲۱ دسامبر ۱۸۷۴ – درگذشته ۱۷ آوریل ۱۹۴۶) یک سیاستمدار اهل نیکاراگوئه بود. وی از ۱ ژانویه ۱۹۳۳ تا ۹ ژوئن ۱۹۳۶ رئیس‌جمهور این کشور بود.